# Petronio Probiano
Petronio Probiano (latino: Petronius Probianus; fl. 315-331) è stato un politico romano di età imperiale.
Probiano discendeva da una famiglia di rango senatoriale. Suo figlio era Petronio Probino, console nel 341, e suo nipote Sesto Petronio Probo, console del 371 (CIL V, 5344, Verona).
Fu proconsole d'Africa nel 315-317, ricoprì un incarico nel 321 (forse prefetto del pretorio), fu console prior del 322 (la sua nomina non fu riconosciuta in Oriente) e infine praefectus urbi dall'8 ottobre 329 al 12 aprile 331.
Scrisse dei versi, conservati nell'Anthologia Latina (I 783); Quinto Aurelio Simmaco compose dei versi in suo onore (Lettere, I.2).